# 一関市博物館
一関市博物館（いちのせきしはくぶつかん）は、岩手県一関市にある博物館。博物館法の登録博物館である。

## 概要
地域の歴史・文化の変遷によって生み出された文化財の蒐集・調査研究・展示公開をしている。
常設展示
通史と一関の特徴的なテーマをピックアップし展示をしている。
- 一関のあゆみ
  - 一関の古代から近代にかけての通史の展示している。
  - 世界遺産「平泉―仏国土（浄土）を表す建築・庭園及び考古学的遺跡群―」の拡大登録を目指す骨寺村荘園遺跡ブースがある。
- 舞草刀と刀剣［日本刀の源流］
  - 日本刀の源流の一つ舞草刀を解説する。のブース。
- 玄沢と蘭学［蘭学者大槻玄沢の業績］
- 文彦と言海［近代的国語辞典の著者］
  - 一関を代表する大槻家から、大槻玄沢と大槻文彦を中心に紹介する各ブース。
- 一関と和算［和算隆盛の地］
  - 神社に奉納された算額などを紹介する。和算解法の競技会を開催している。

長沼守敬作品展示
- 一関出身の彫刻家　長沼守敬の作品と業績を１階ホールに常設展示している

その他
- 年の数回企画展示や古文書講座、和算講座などの自主事業を開催している。

## 沿革
- 1984年（昭和59年）4月 - 博物館建設基金条例を施行[2]。
- 1988年（昭和63年）12月 - 一関市博物館建設協議会を設置[2]。
- 1989年（平成元年）4月 - 教育委員会事務局に博物館建設対策室を設置[2]。
- 1990年（平成2年）
  - 2月28日 - 博物館建設の基本的事項の答申（基本構想）[2]。
  - 5月 - 一関市博物館展示専門委員会を設置[2]。
- 1997年（平成9年）
  - 4月1日 - 博物館条例、博物館条例施行規則、博物館管理運営規則、博物館協議会規則を施行[2]。
  - 5月 - 博物館の工事に着手[2]。
  - 9月 - 施設を落成[2]。
  - 10月10日 - 一関市博物館として開館[2]。
- 2023年6月27日（令和5年）一関市が保有し同館が保管する大槻家関係資料が国重要文化財（美術工芸品・歴史資料の部）に指定[3][4]。重要文化財指定物件：名称「大槻家関係資料」（4,048点）（著述稿本類　415点、文書・記録類　2,859点、書画類　222点、典籍類　190点、器物類　195点、写真類　167点）

## 利用情報
- 開館時間 - 9:00 - 17:00（入館は16:30まで）
- 利用料金（団体20名以上）
  - 小学校・中学校　無料（無料）
  - 高校生・大学生　200円（160円）
  - 一般　　　　　　300円（240円）
  - 入館料免除　障がい者・介助者（障がい者手帳など提示）
  - 65歳以上の一関市民　（年齢・住所の証明できる書類を提示）
- 休館日
  - 毎週月曜日（月曜祝日の場合は翌日）
  - 12月上旬（資料整理のための休館日）
  - 年末年始
- 所在地 - 岩手県一関市厳美町字沖野々215-1

## アクセス
- 東日本旅客鉄道（JR東日本）東北新幹線・東北本線・大船渡線一ノ関駅下車タクシー15分
- 一ノ関駅から岩手県交通バス「厳美渓方面」行き・「厳美渓」バス停下車、徒歩2分
- 東北自動車道 一関ICから車で10分

## 周辺
- 厳美渓
- 道の駅厳美渓
- 栗駒山（須川岳）
- 毛越寺
- 中尊寺
- 達谷窟

## 一関市営の博物館施設
- 骨寺村荘園交流館[5]（一関）
- 芦東山記念館（大東）
- 大籠キリシタン殉教公園（藤沢）
- 石と賢治のミュージアム（東山）
  - 太陽と風の家
- せんまや街角資料館（千厩）
- 一関市民俗資料館[6]（大東）